# 鲁瓦亚河畔布雷伊
鲁瓦亚河畔布雷伊（法語：Breil-sur-Roya，法語發音：[bʁɛj syʁ ʁwaja]），法国东南部城市，普罗旺斯-阿尔卑斯-蓝色海岸大区滨海阿尔卑斯省的一个市镇，隶属于尼斯区，其市镇面积为81.31平方公里，2022年1月1日时人口数量为2,292人，在法国城市中排名第5,033位。
鲁瓦亚河畔布雷伊位于滨海阿尔卑斯省东部，鲁瓦亚河谷之中，其市镇与意大利接壤，是一个区域性的中心城市，共有三个方向的铁路和公路在此交汇。

## 地名来源

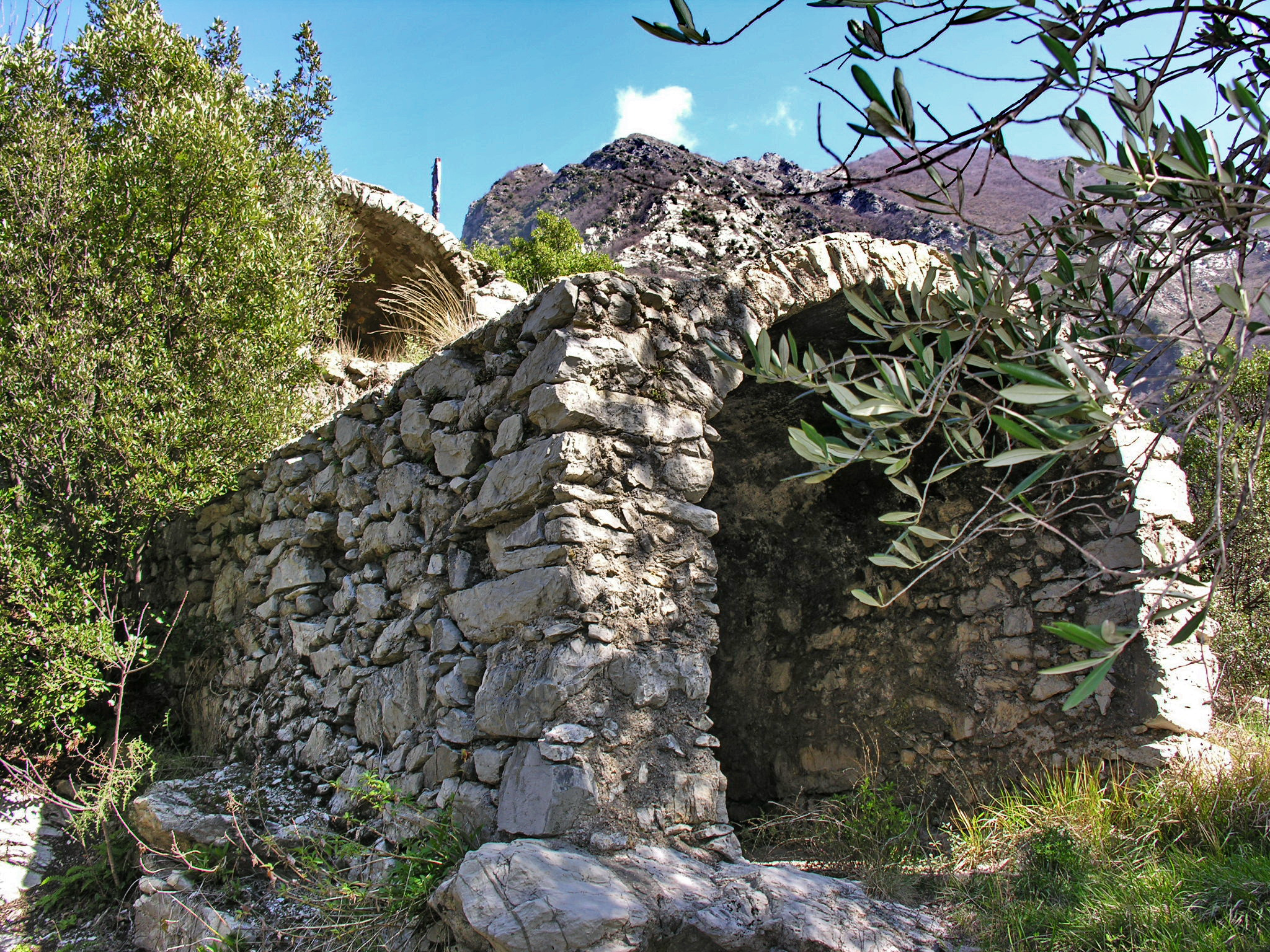
一处古墓

“布雷伊”一名来源于人名“Brehl”，后者生平尚有待考证。

## 历史
根据当地官方网站的论述，鲁瓦亚河畔布雷伊所在地在古典时期就已形成聚落。中世纪初，布雷伊被伦巴第人统治，当地出现了多处教堂。公元1258年，安茹国王查理一世收购了鲁瓦亚河谷地区。14世纪时，布雷伊被萨伏伊家族占领，成为哈布斯堡的一处领地。大同盟战争期间，因不满哈布斯堡王朝的统治，当地居民多选择为法兰西国王路易十四效力。此后，布雷伊河谷地区几经易手。法国大革命后，鲁瓦亚河畔布雷伊成为滨海阿尔卑斯省的一个市镇。1815至1860年间，布雷伊曾被萨丁王国统治。20世纪初，途径鲁瓦亚河畔布雷伊的铁路线陆续建成，当地出现了一些工业生产部门。第二次世界大战结束后，根据1947年签订的《巴黎和平条约》，原属意大利的部分村落被划入鲁瓦亚河畔布雷伊。2020年10月，鲁瓦亚河畔布雷伊遭到特大洪水袭击，当地多处房屋被毁。

## 地理

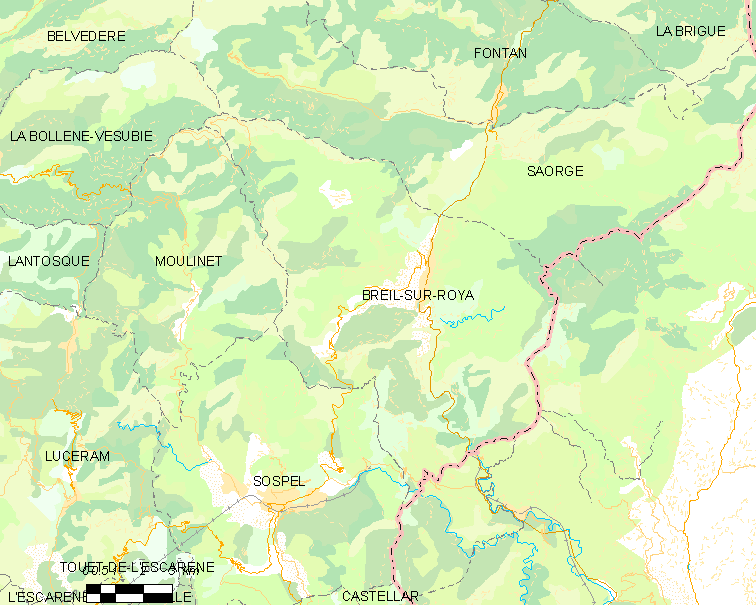
鲁瓦亚河畔布雷伊市镇范围地图

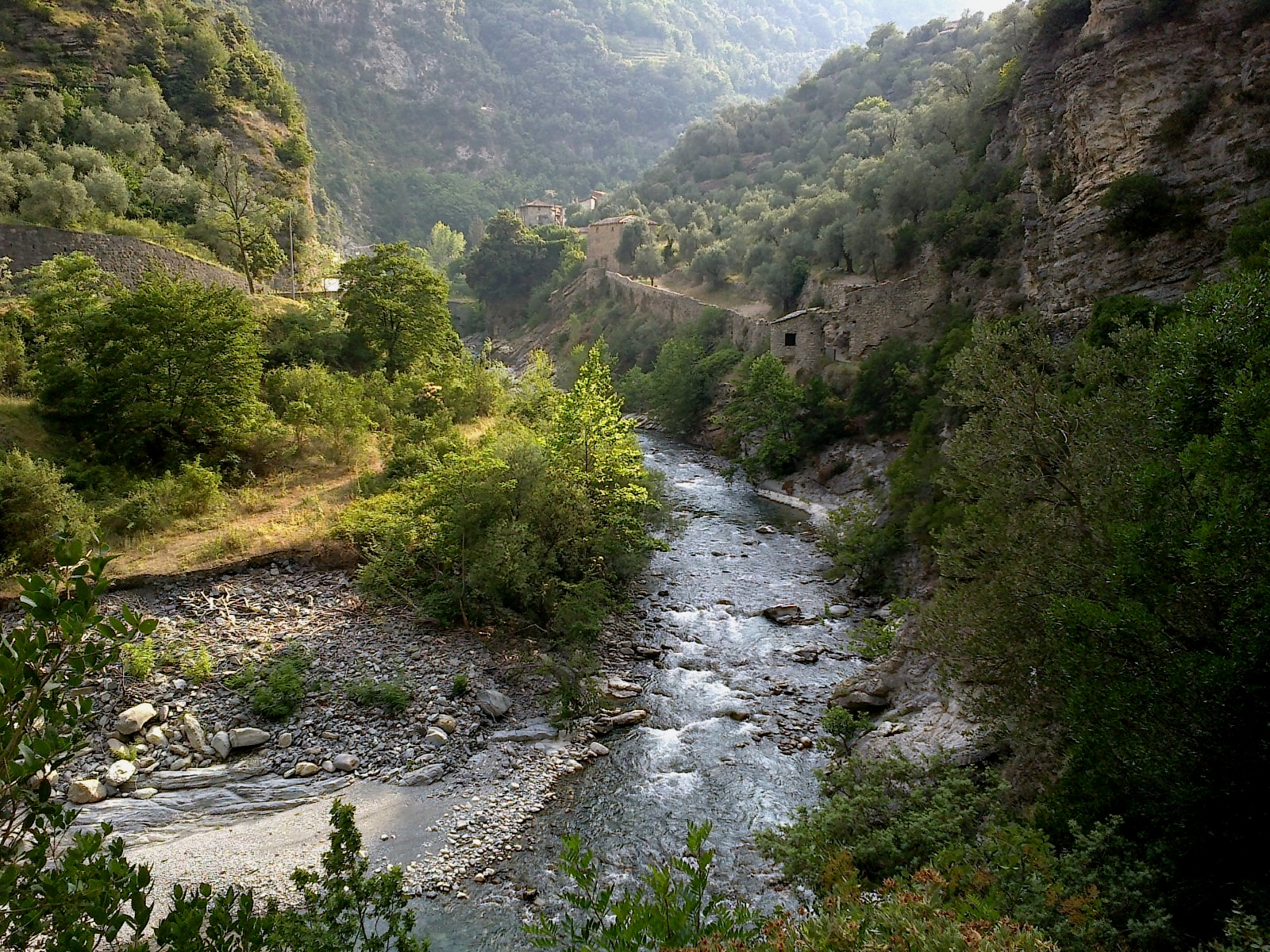
鲁瓦亚河谷

鲁瓦亚河畔布雷伊位于法国东南部，普罗旺斯-阿尔卑斯-蓝色海岸大区东南部和滨海阿尔卑斯省东部，距离省会尼斯大约65公里。与鲁瓦亚河畔布雷伊接壤的市镇包括：拉博莱讷韦叙比、穆利内、萨奥尔日、索斯佩勒、艾罗莱、多尔切阿夸、奥利韦塔圣米凯莱、罗凯塔内尔维纳。

### 地形
鲁瓦亚河畔布雷伊位于尼斯前阿尔卑斯山腹地，是阿尔卑斯山南段的组成部分，其境内以山地为主，市镇中心位于一处河谷之中，起伏明显，全境海拔在151到2,080米之间。

### 水文
鲁瓦亚河自北向南流经境内，该河独立注入地中海，其布雷伊附近的河段落差较大，部分区域曾建有水电站，现已基本废弃。

### 植被
鲁瓦亚河畔布雷伊属于亚热带硬叶林与温带阔叶混交林的过渡地带，部分高海拔地区有针叶林分布，林地广泛分布于河流及山地地区。
在鲜花城市的评比中，鲁瓦亚河畔布雷伊暂未被评级。

### 气候
鲁瓦亚河畔布雷伊在柯本气候分类法中属于带有山地特征的地中海气候。

## 行政区划
鲁瓦亚河畔布雷伊是法国普罗旺斯-阿尔卑斯-蓝色海岸大区滨海阿尔卑斯省的一个市镇，编号为06023。鲁瓦亚河畔布雷伊隶属于尼斯区、滨海阿尔卑斯省第四选区以及孔特县，同时也是法兰西海岸城市圈公共社区的组成部分。
法国国家统计与经济研究所（简称）在进行数据统计时，将鲁瓦亚河畔布雷伊单独设为鲁瓦亚河畔布雷伊城市核心区，但未将其划入任何城市区以及城市辐射区（）内。此外，还将鲁瓦亚河畔布雷伊市镇整体看作1个“块区”（IRIS），以便于统计人口分布情况。

## 交通

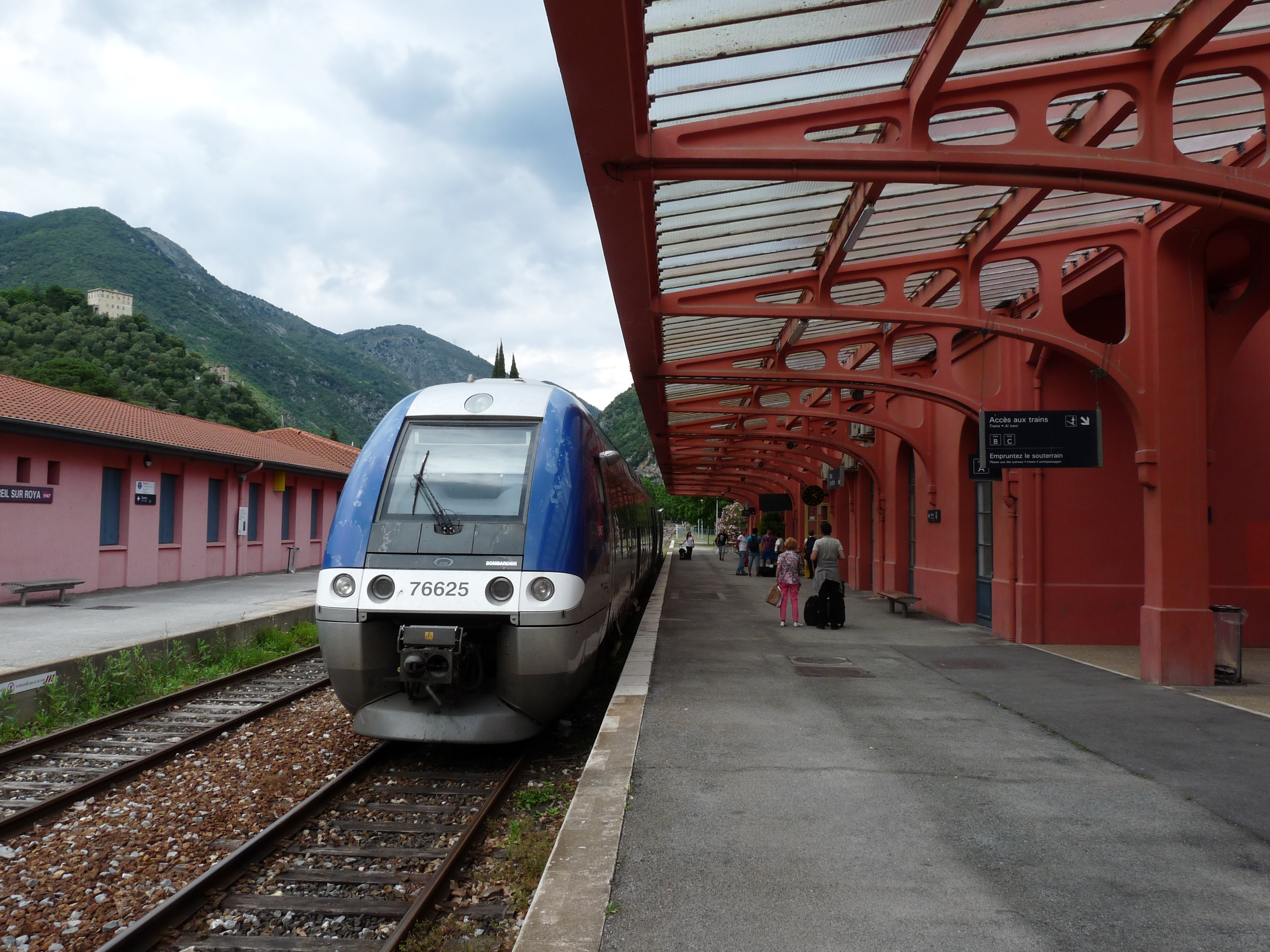
鲁瓦亚河畔布勒伊火车站内停靠的列车

### 公路
滨海阿尔卑斯省省道D2204线和D6204线在鲁瓦亚河畔布雷伊境内交汇，普罗旺斯-阿尔卑斯-蓝色海岸大区下属的城际客运提供巴士线路，可前往周边部分市镇。
2018年，40.8%的鲁瓦亚河畔布雷伊家庭拥有至少一辆私人汽车。2019年，鲁瓦亚河畔布雷伊境内共发生各类交通事故5起，造成6人受伤。

### 铁路
鲁瓦亚河畔布雷伊位于科提－文蒂米利亚铁路和尼斯－鲁瓦亚河畔布雷伊铁路的交汇处。鲁瓦亚河畔布雷伊站位于市区北部，停靠前往尼斯、唐德和文蒂米利亚三个方向的区域列车。

### 航空
距离鲁瓦亚河畔布雷伊最近的民用航空站为尼斯蔚蓝海岸机场，距离鲁瓦亚河畔布雷伊市中心的公路里程约69公里。

### 城市公共交通
截至2022年6月，鲁瓦亚河畔布雷伊暂无城市公共交通系统。

## 政治
鲁瓦亚河畔布雷伊的现任市长为塞巴斯蒂安·奥拉朗先生（Sébastien OLHARAN），他是共和党的一名成员，在2020年的市政选举中获得了62.36%的支持率。
在2022年的法国总统大选中，法国国民阵线主席玛丽娜·勒庞在鲁瓦亚河畔布雷伊获得了54.84%的支持率。

## 人口
2018年，鲁瓦亚河畔布雷伊市镇人口数量为2,151，在法国排名第5,033位。其中男性1,039人，女性1,112人，75岁及以上人口占12.8%，外籍人口数量为479人，人口密度为26人/平方公里，当地居民被称为（男性）或（女性）。2019年，鲁瓦亚河畔布雷伊境内出生10人，死亡人口27人。
| 鲁瓦亚河畔布雷伊1901年－2019年人口变化情况 |
|                                            |
| 数据来源：Cassini、INSEE                   |

## 经济
鲁瓦亚河畔布雷伊是一个区域性的中心城市。截止2022年6月，鲁瓦亚河畔布雷伊市镇范围内共有各类用人单位（包含自雇）457家，平均历史为17年，均为中小型企业（PME），2022年4月至6月间，当地的经济活力指数为1.09%。（房屋外墙）和（小型零售）是当地2021年营业额最高的三个企业，分别为935,915欧元和629,607欧元。

## 财政与居民收入
2020年，鲁瓦亚河畔布雷伊的财政收入总额为3,303,780欧元，财政支出总额为2,916,840欧元，当年的债务总额为4,443,680欧元。2021年，鲁瓦亚河畔布雷伊共获得659,208欧元的国家财政补助，比上一年增加了2.22%。
2019年，鲁瓦亚河畔布雷伊的人均月收入总额为1,986欧元，其中高级职员为2,916欧元，低于法国平均水平（4,230欧元）；中级职员为2,329欧元，低于法国平均水平（2,411欧元）；普通职员为1,633欧元，亦低于法国平均水平（1,740欧元）。
2018年，鲁瓦亚河畔布雷伊境内的青壮年（15至64岁）失业率为14.9%，当地44.3%的家庭拥有纳税资格，平均纳税2,074欧元，低于法国平均水平（3,910欧元）。

## 社会事务

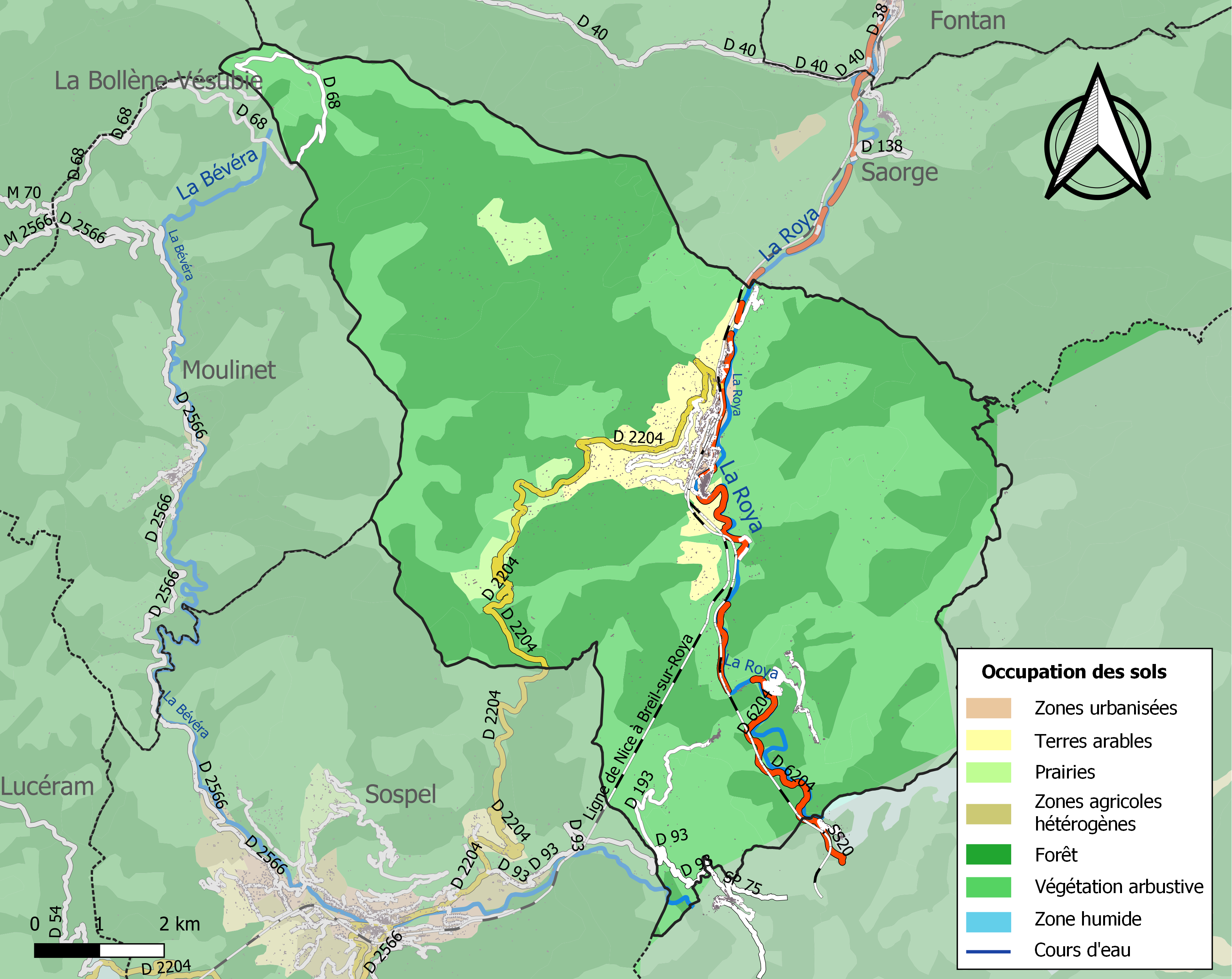
鲁瓦亚河畔布雷伊土地利用情况地图

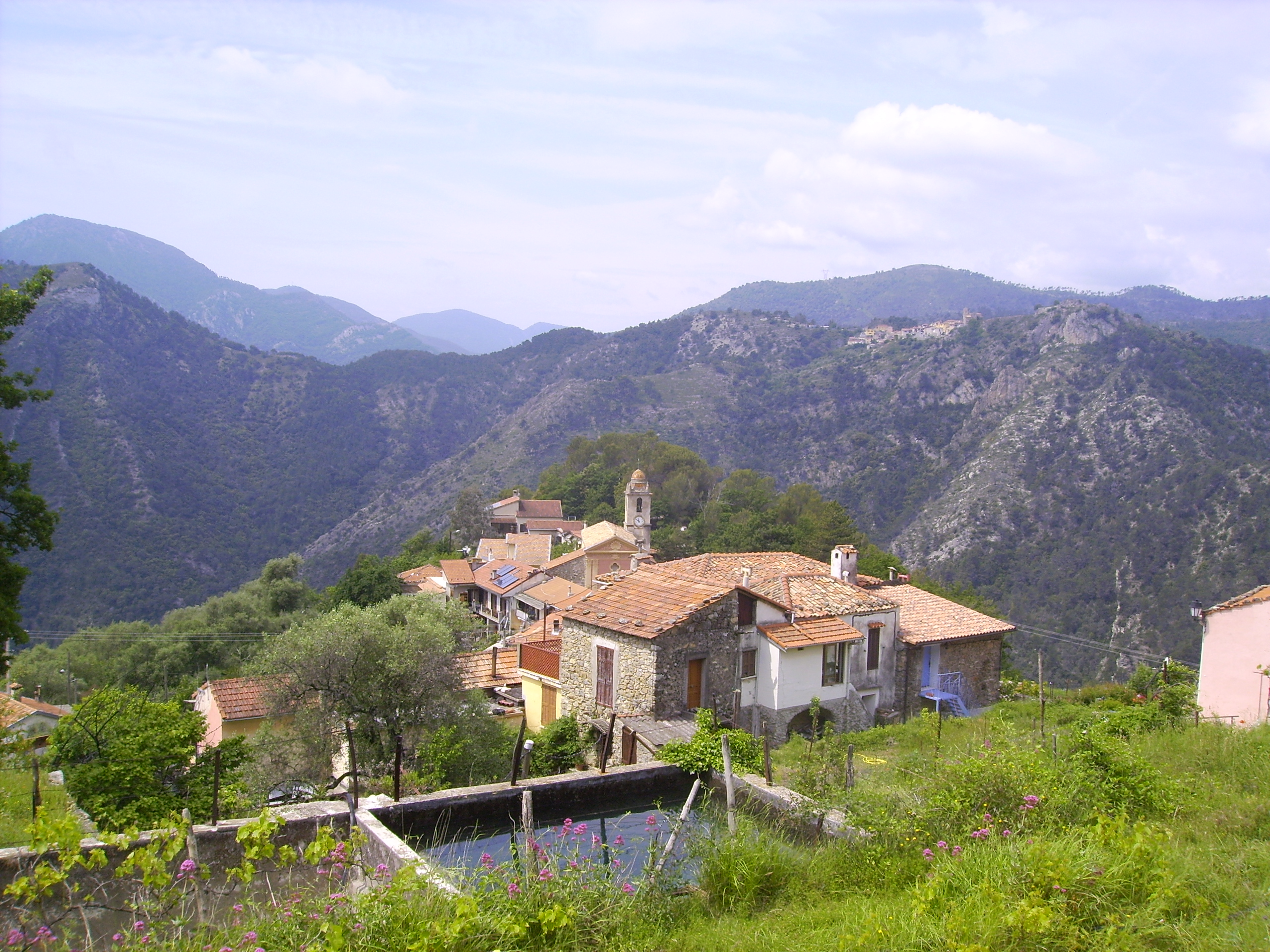
鲁瓦亚河畔布雷伊市郊的一处民居

### 教育
鲁瓦亚河畔布雷伊属于尼斯学区。截止2020年1月1日，鲁瓦亚河畔布雷伊境内共有1所幼儿园、1所小学和1所初级中学。2018至2019学年度，鲁瓦亚河畔布雷伊境内共有在校中等教育阶段学生149名。

### 医疗
截止2020年1月1日，鲁瓦亚河畔布雷伊境内共有全科医生6名、保健师4名、牙医1名、护士2名和眼科医生1名。境内共有药房1家、养老院1家、残疾人帮扶中心1家。
鲁瓦亚河畔布雷伊便民医院（Hôpital de proximité de Breil-sur-Roya）是法国的一个区域性医疗机构，其主病区位于鲁瓦亚河畔布雷伊市区，设有床位130个，其中医生有五名，是当地规模最大的公立综合性医院。

### 住房
2018年，鲁瓦亚河畔布雷伊境内共有各类住房1,933套，其中46.2%为独立式居民区，52.8%为集中式居民区。常住房屋占鲁瓦亚河畔布雷伊市镇范围内居民建筑总量的51.6%。
在住房保障政策方面，2020年，鲁瓦亚河畔布雷伊境内共有230户家庭获得了住房经济补助，受益人数占总人口数量的10.7%，其中220份为房租补助。

### 商业
2019年，鲁瓦亚河畔布雷伊境内共有各类实体商铺70家，其中餐厅11家、大型超市1家、杂货店1家、面包房1家、书店1家、银行门店1家、美容美发店2家、汽车维修店4家。鲁瓦亚河畔布雷伊火车站附近建有一家家乐福便民超市。

### 体育
2020年，鲁瓦亚河畔布雷伊境内共有1家游泳池、2处网球场、1处马术场以及1处足球或橄榄球场。
截至2022年6月，鲁瓦亚河畔布雷伊境内暂无注册足球俱乐部。

### 环境
鲁瓦亚河畔布雷伊的环境事务由其所属的法兰西海岸城市圈公共社区负责。2019年，鲁瓦亚河畔布雷伊境内暂无污染企业。

### 治安
2019年，鲁瓦亚河畔布雷伊市镇范围内有1处宪兵队。
鲁瓦亚河畔布雷伊所在地是芒通国家宪兵队（zone gendarmerie de Menton）的管辖范围。2020年，该宪兵队辖区内共16个市镇累计发生各类案件1,490起，其中盗窃类案件644起，经济类案件169起，毒品交易类案件212起。

## 文化
2020年，鲁瓦亚河畔布雷伊境内暂无任何文化设施。鲁瓦亚河畔布雷伊市政府提供市政图书馆，每周一、二、三、五、六向公众开放。

### 建筑
鲁瓦亚河畔布雷伊境内有多处历史建筑，其中法国国家文物保护单位包括阿尔卑斯圣玛丽亚教堂、热那亚门等。

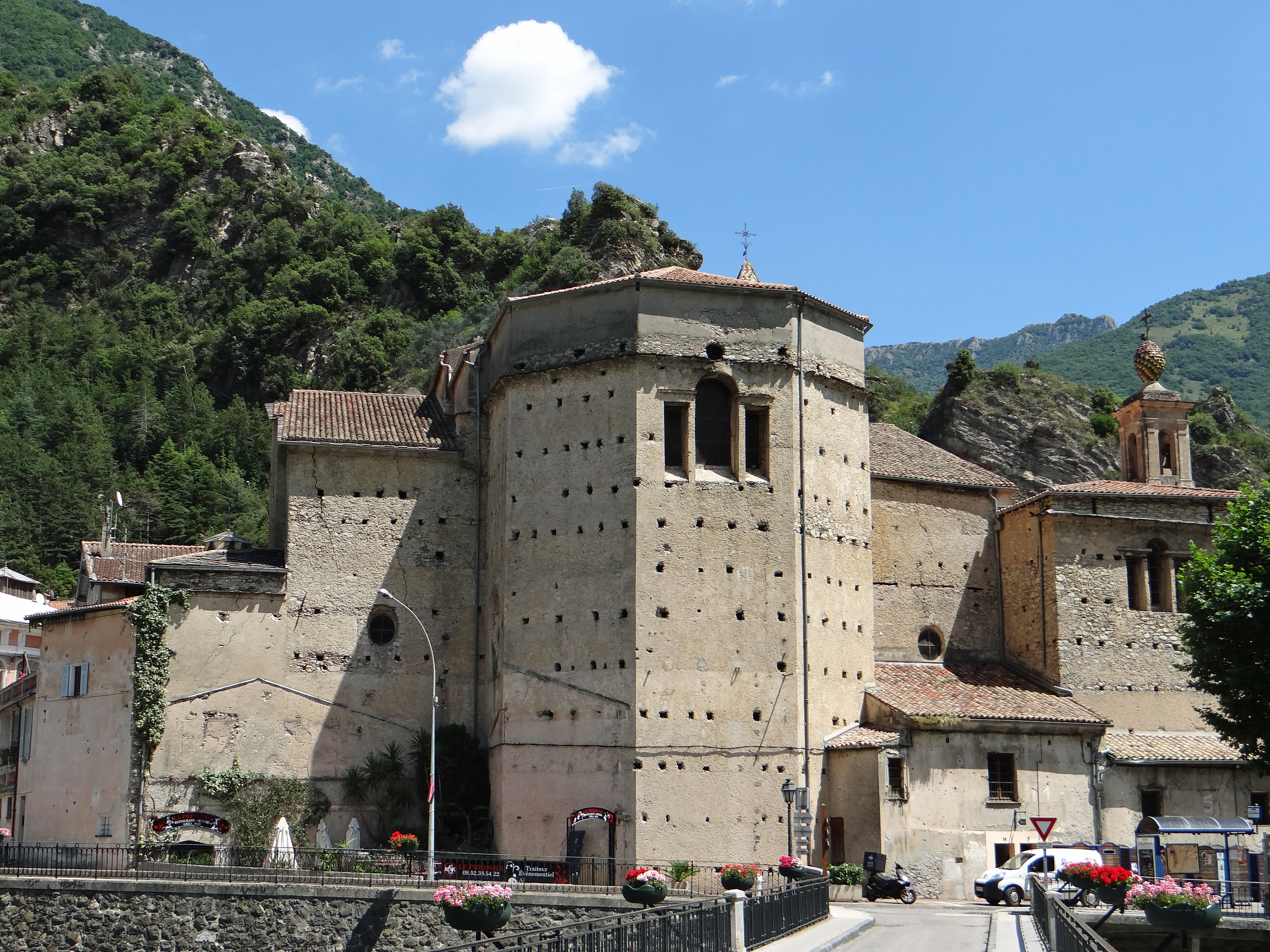
阿尔卑斯圣玛丽亚教堂（法语：Église Santa-Maria-in-Albis）
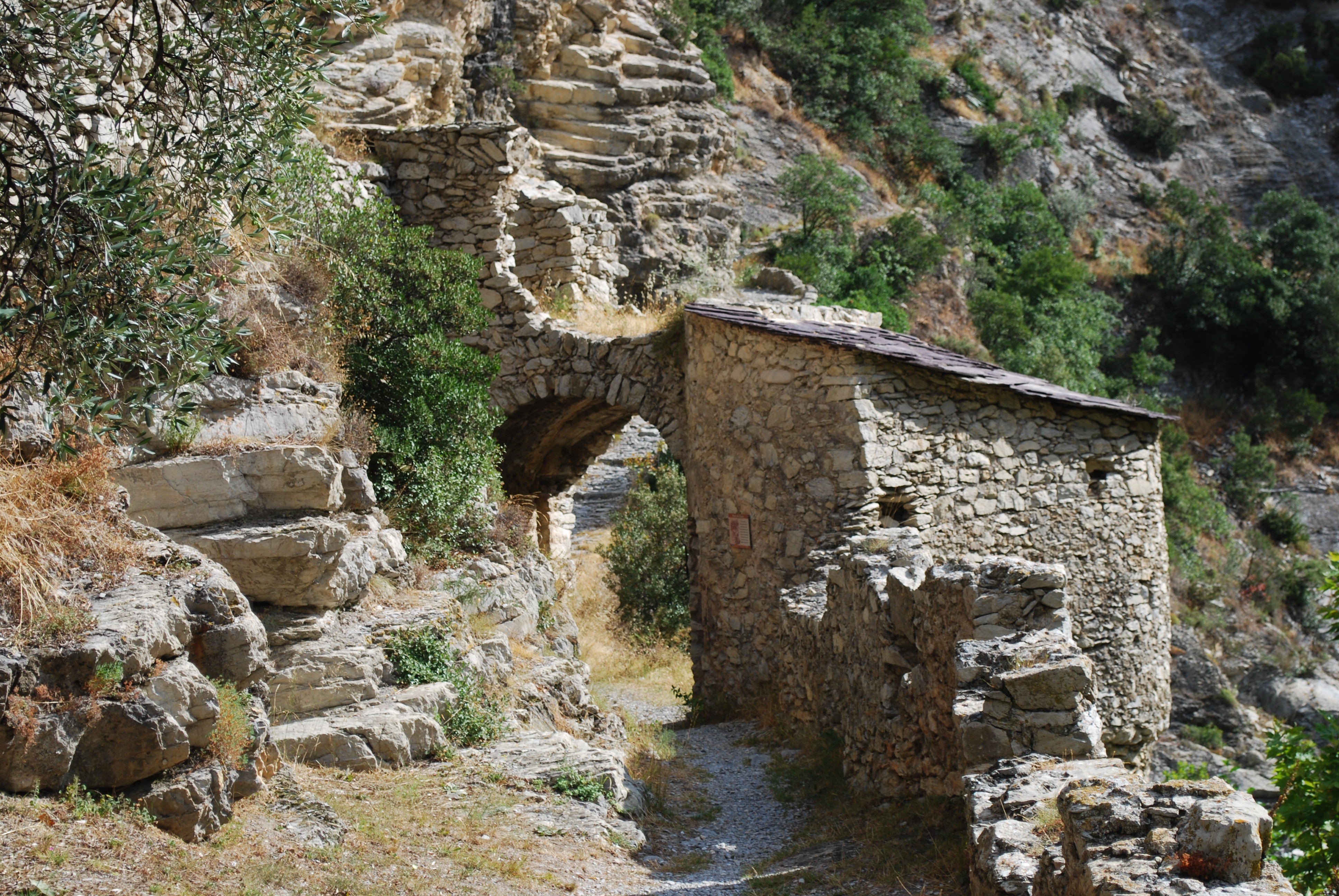
热那亚门（法语：Porte de Gênes (Breil-sur-Roya)）
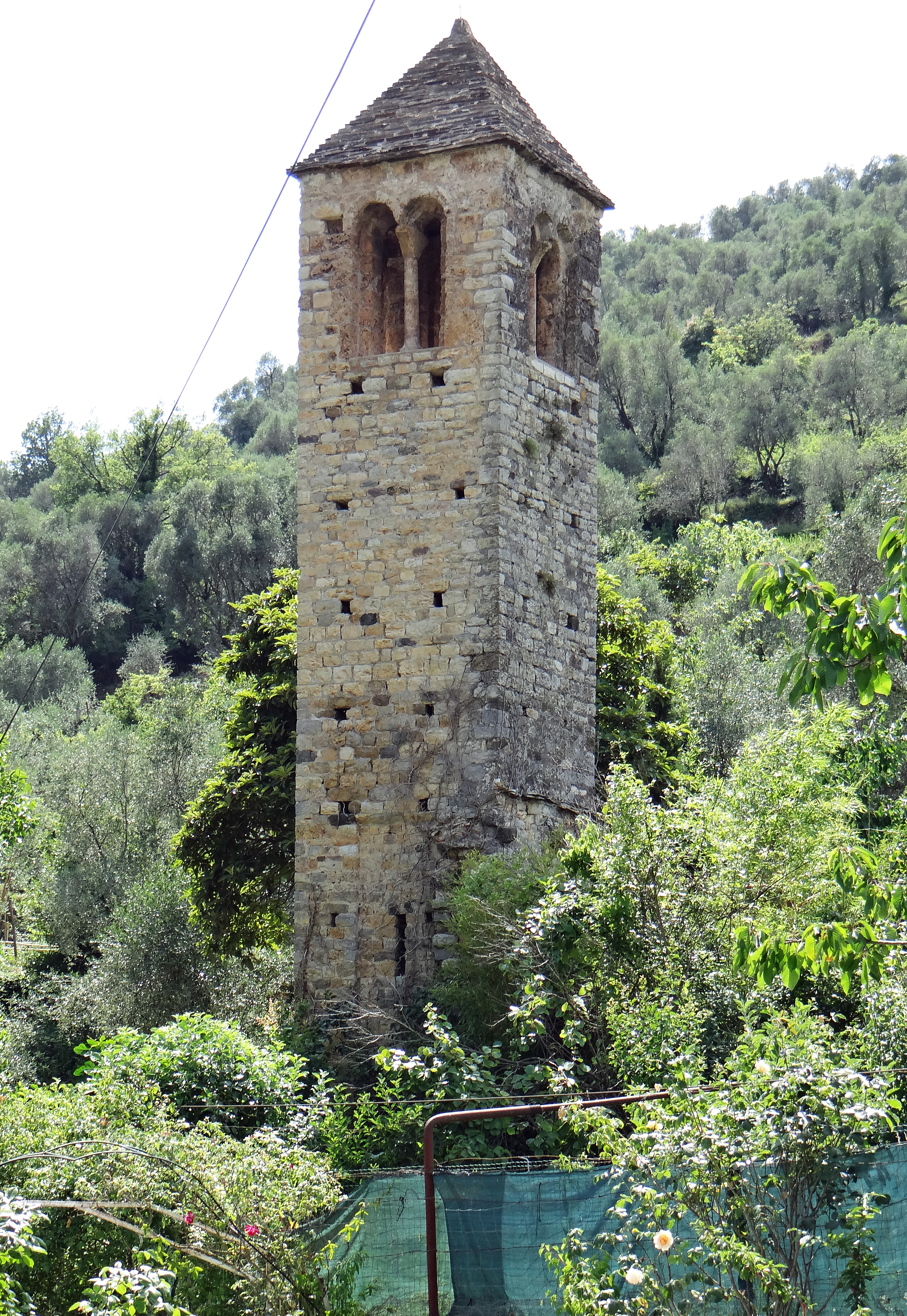
圣让钟楼（法语：Clocher Saint-Jean de Breil-sur-Roya）
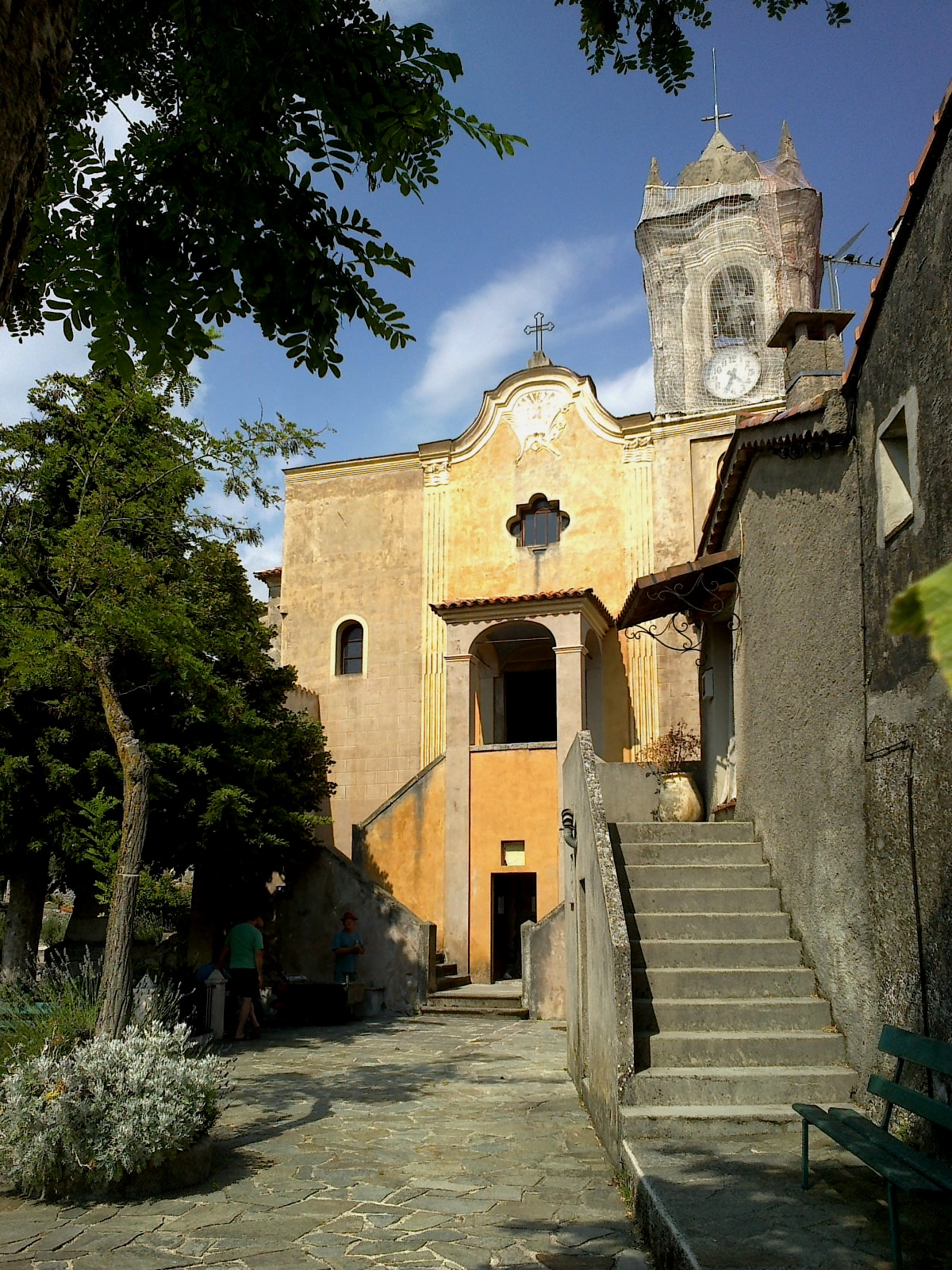
上皮耶讷圣马克教堂（法语：Église Saint-Marc de Piène-Haute）
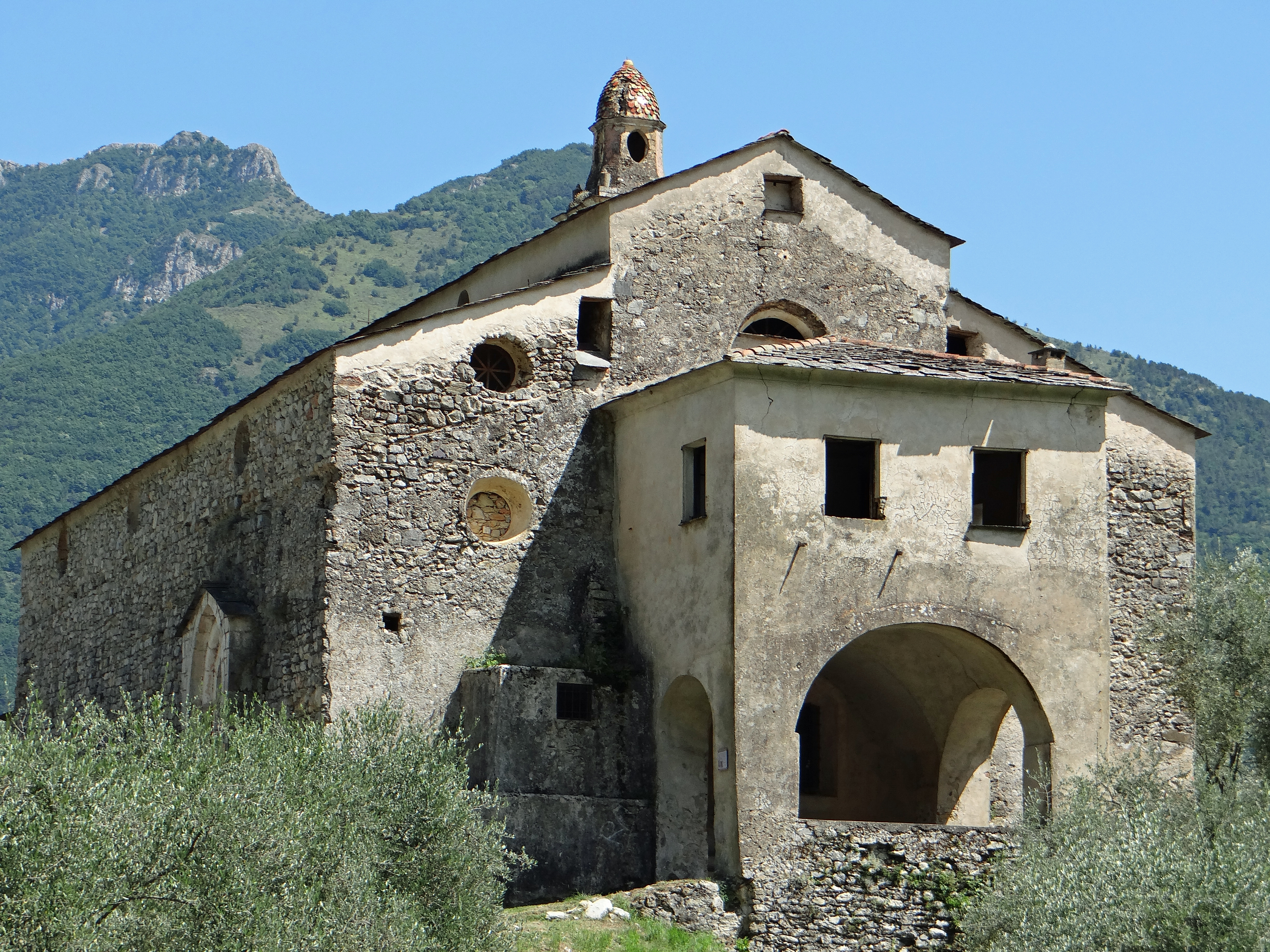
山地圣母小教堂（法语：Chapelle Notre-Dame-des-Monts de Breil-sur-Roya）
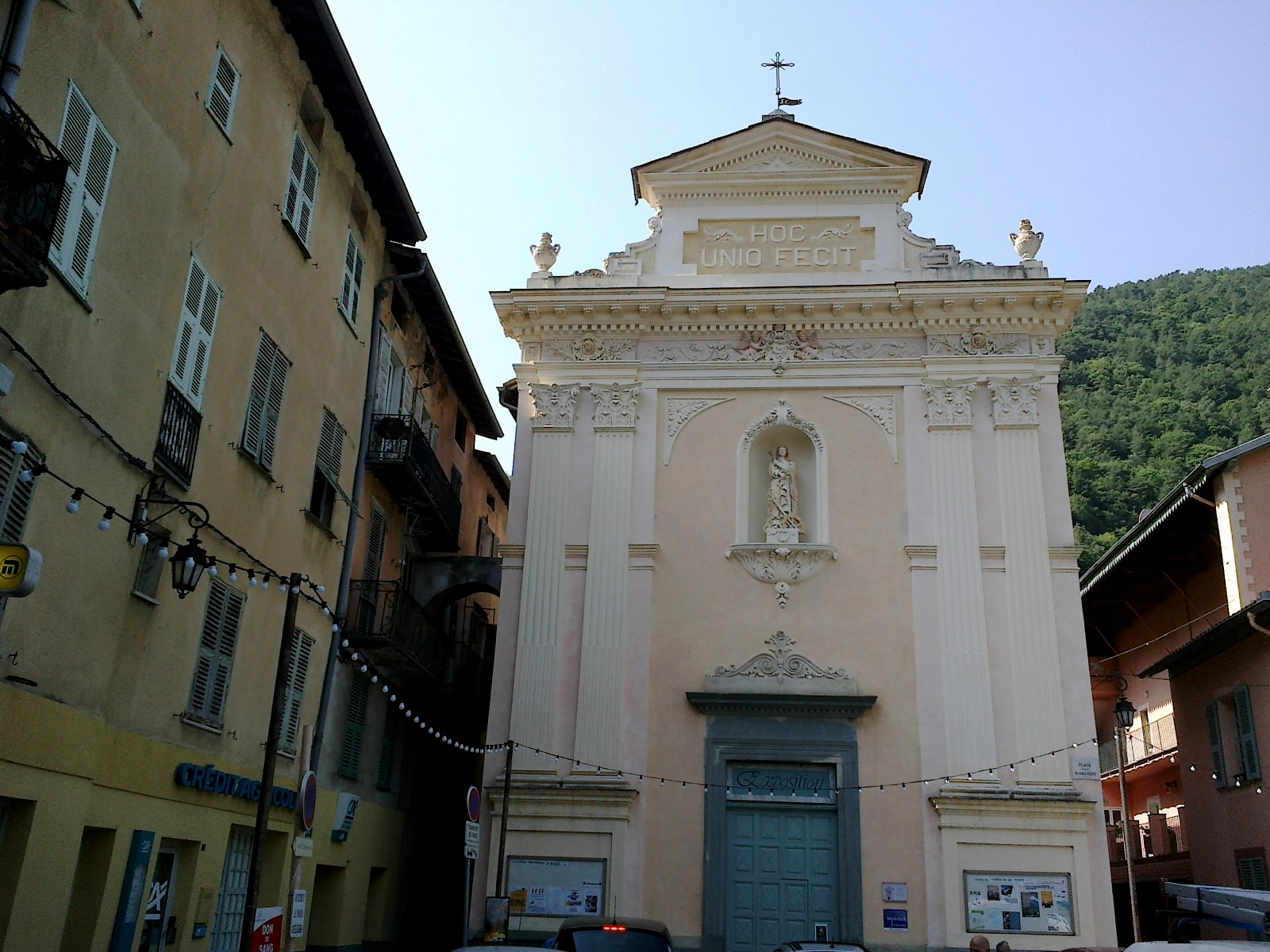
圣卡特里娜小教堂（法语：Chapelle Sainte-Catherine de Breil-sur-Roya）
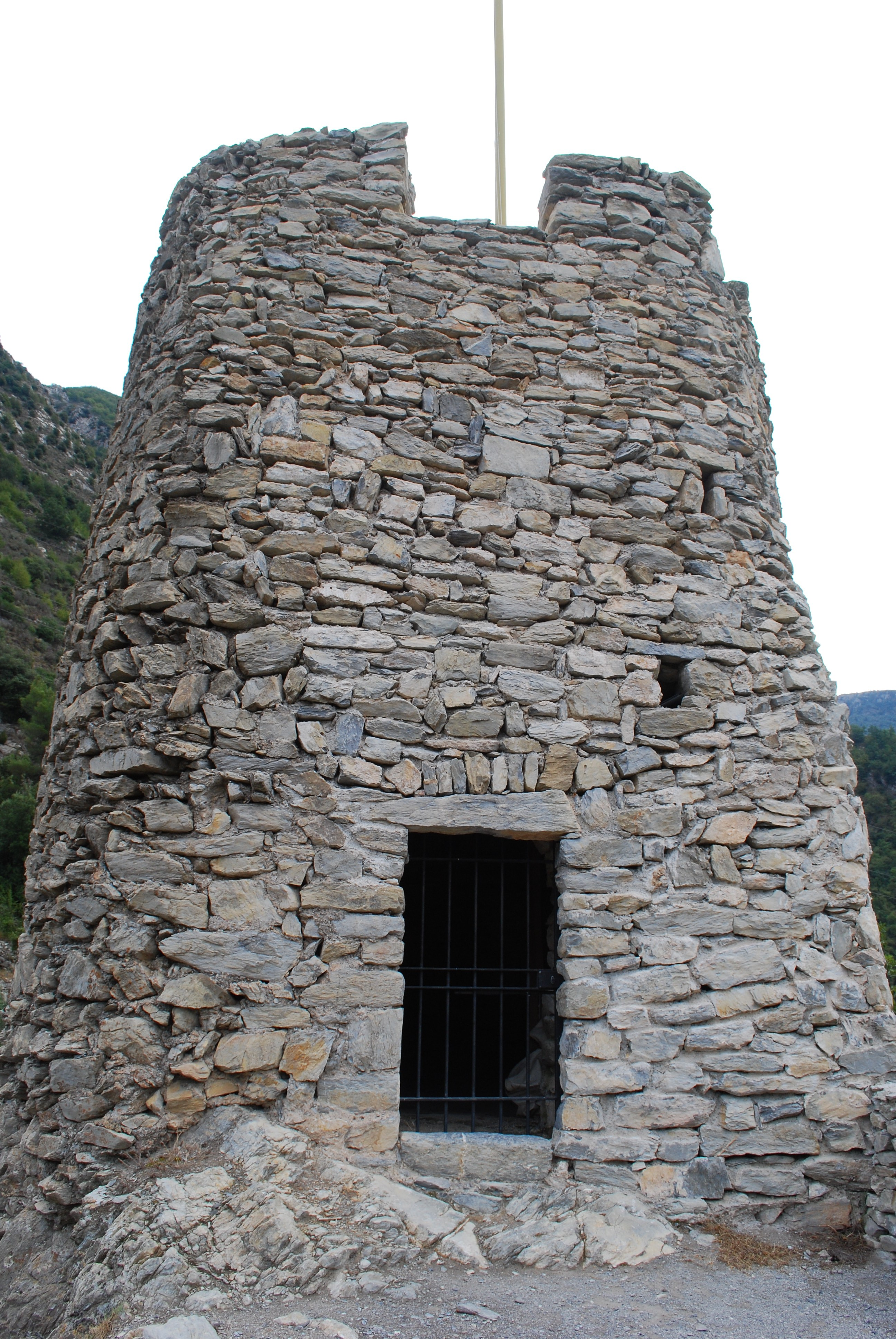
克吕埃拉塔

### 旅游
鲁瓦亚河畔布雷伊的旅游事务由其所属的法兰西海岸城市圈公共社区负责。2021年，鲁瓦亚河畔布雷伊境内共有1家酒店共计13间房间；另有1个露营地，可容纳共53辆露营车。

### 媒体
法国主要的媒体均可在鲁瓦亚河畔布雷伊接收，法国电视三台下属的普罗旺斯-阿尔卑斯-蓝色海岸大区频道在部分时段播出鲁瓦亚河畔布雷伊所属区域的地方新闻。

## 友好城市
截至2022年6月，鲁瓦亚河畔布雷伊共与一座城市互为友好城市关系：
- 法國 阿莱里亚